# Plan-d’Orgon
Plan-d’Orgon ist eine französische Gemeinde mit 3562 Einwohnern (Stand 1. Januar 2022) im Département Bouches-du-Rhône in der Region Provence-Alpes-Côte d’Azur.

## Geografie
Die Gemeinde liegt im Nordosten des Départements Bouches-du-Rhône nahe dem Fluss Durance. Sie liegt fünf Kilometer südwestlich von Cavaillon und 24 Kilometer südöstlich von Avignon.
Im Ort kreuzen sich die D99 (Saint-Rémy-Cavaillon) und die D7N (Avignon-Aix-en-Provence).

## Geschichte
Um 550 vor Christus begannen Bauern, sich hier niederzulassen. Im 13. Jahrhundert legten die in der Region angesiedelten Templer die damals bestehenden Sümpfe trocken. Die Gemeinde, ursprünglich nur eine Aussiedlung von Orgon, wuchs in der zweiten Hälfte des 19. Jahrhunderts rasant. Am 27. Juli 1923 erfolgte nach mehreren Anläufen die Trennung von Orgon.

## Verkehr
Der Ort ist für die große Kreuzung in seinem Zentrum bekannt, an der sich die Fernstraße von Avignon nach Aix-en-Provence und die Départementstraße von Saint-Rémy nach Cavaillon kreuzen.

## Bevölkerungsentwicklung
| Jahr      | 1962 | 1968 | 1975 | 1982 | 1990 | 1999 | 2008 | 2017 |
| Einwohner | 1543 | 1707 | 1745 | 1885 | 2294 | 2401 | 2774 | 3453 |